# Tereszyn
Tereszyn – wieś w Polsce położona w województwie lubelskim, w powiecie lubelskim, w gminie Konopnica.
Wieś leży przy drodze krajowej nr 19 .
W latach 1975–1998 miejscowość administracyjnie należała do ówczesnego województwa lubelskiego.
Wieś stanowi sołectwo gminy Konopnica. Według Narodowego Spisu Powszechnego Ludności i Mieszkań z roku 2011 wieś miała 316 mieszkańców.
Wierni Kościoła rzymskokatolickiego należą do parafii Wniebowzięcia Najświętszej Maryi Panny i św. Katarzyny Aleksandryjskiej w Konopnicy.

## Historia
Według Słownika geograficznego Królestwa Polskiego z roku 1886, Teresin alias Tereszyn, osada i wieś, w powiecie lubelskim, gminie i parafii Konopnica. Osada należała do dóbr Konopnica, wieś posiadała 7 osad i 62 morgi gruntu.
Według spisu z 1827 roku w Tereszynie znajdowało się 12 domów i 78 mieszkańców.